# Marietou Badji
Pour les articles homonymes, voir Badji.
Marietou Badji, née le 8 septembre 1986, est une athlète sénégalaise.

## Carrière
Marietou Badji remporte la médaille de bronze du relais 4 × 400 mètres aux Championnats d'Afrique juniors de 2005 en Tunisie. En 2010, elle obtient une nouvelle médaille de bronze en relais 4 × 400 mètres aux championnats d'Afrique à Nairobi.